# 九州産交ツーリズム
九州産交ツーリズム株式会社（きゅうしゅうさんこうツーリズム）とは、九州産業交通ホールディングス傘下において運営されている旅行代理店ほか全日空（ANA）関連の委託総代理店事業をおこなう会社である。2006年4月に前身の九州産業交通より各事業ごとに分社化され設立された。過去にはホテル事業やロープウェイ事業ならびに観光交流事業も運営していた。

## 沿革
- 1942年8月 - 九州産業交通株式会社設立。
- 2002年9月 - 九州産業交通債務超過により産業再生機構の傘下に。
- 2005年7月 - 九州産業交通の新スポンサーに旅行代理業を展開するエイチ・アイ・エスが決定。
- 2006年4月 - 九州産業交通を九州産業交通ホールディングスに改称し、これまで1社体制でおこなっていた各事業を部門別に分社化して、そのうちの一つとして九州産交ツーリズム株式会社が発足。当社の他にバス事業を専業とする九州産交バス株式会社、不動産業ならびにテナント管理事業を専業とする九州産交ランドマーク株式会社が同日に発足し、新体制の下でスタートを切る。
- 2021年7月1日 - これまでの業務の1つとしておこなってきた地域創生事業を「KASSE JAPAN」へ譲渡。

## 現在の事業内容

### 旅行代理業
- 国内旅行
- 海外旅行
- 各種ツアー（スキーツアー・サマーツアー・バスツアーなど）
- グループ・団体等における貸切バスの手配

### 航空代理店事業
- 全日空熊本地区総代理店

## 過去の事業内容

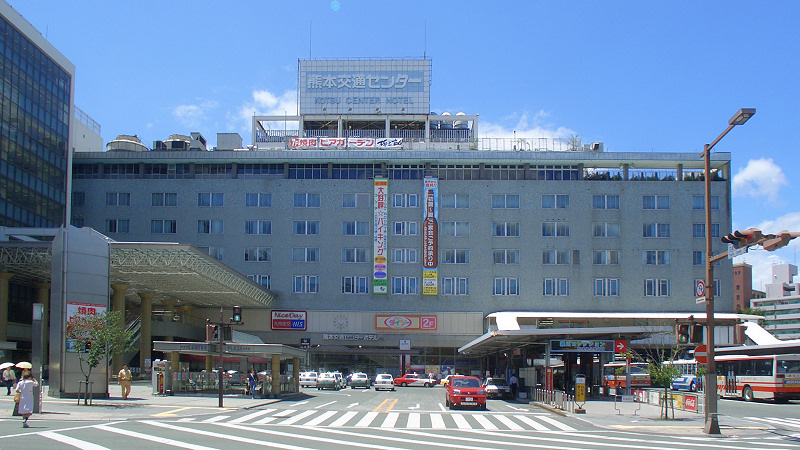
熊本交通センター（3階以上にあるホテルは当社が運営していた）

### ホテル事業
- 熊本交通センターホテルの運営

※熊本交通センターホテルは桜町周辺再開発事業着手に伴い2015年6月30日をもって営業終了
（再開発後の新施設にもホテル「トラスティプレミア熊本」→「KOKO HOTEL Premier KUMAMOTO」が併設されているが、当社は一切経営には関与していない）

### ロープウェイ事業
- 阿蘇山ロープウェー（阿蘇山西駅～中岳火口西口駅間）
  - 諸事情により現在はロープウェイの運営が廃止され、同区間の代行手段として代行バス「阿蘇山ループシャトル」の運行を当社→KASSE JAPANにておこなっている。

### 地方創生事業
2021年（令和3年）7月1日を以って「KASSE JAPAN（カッセジャパン）」へ事業譲渡。
- ロバの旅（九州産交グループが運行する路線バスを用いて観光地を巡るツアー）
- 観光交流施設「mio camino AMAKUSA（リゾラテラス天草　熊本県上天草市松島町にある観光交流施設）」の運営
- 阿蘇山火口シャトルバス「阿蘇山ループシャトル」の運行
  - 過去に行っていたロープウェイ事業に代わり、阿蘇山上ターミナル - 火口駅間を1日4往復、当社から継承して運行（バスの運行業務は産交バス阿蘇営業所に委託）。